# Jeremy Gucassoff
Jeremy Gucassoff (3 december 1988) is een Belgisch hockeyer.

## Levensloop
Gucassoff begon in 1993 met hockey bij RRC Bruxelles, de ploeg waar hij tot heden nog steeds actief is. In 2011 werd hij via een referendum verkozen tot 'beste keeper'.
Daarnaast was hij van 2009 tot 2017 actief bij het Belgisch veldhockey- en  zaalhockeyteam. In totaal verzamelde hij 162 caps. Gucassoff nam met de Red Lions onder meer deel aan de Europese kampioenschappen van 2011, 2013 en 2015, alsook aan het wereldkampioenschap van 2014. Hij was reserve voor de Olympische Zomerspelen van 2016.
Zijn vader Alex was eveneens actief in het hockey. Ook zijn oom (Robert), tante (Nadia), neef (Gregory) en nichten Jessica en Larissa zijn bekende namen in het hockey.